# Medzjuda
Medzjuda (georgiska: მეჯუდა) är ett vattendrag i Georgien. Det ligger i den centrala delen av landet, omkring 70 km nordväst om huvudstaden Tbilisi.